# تری ایگلتون
تری ایگلتون (انگلیسی: Terry Eagleton؛ زاده ۲۲ فوریه ۱۹۴۳) نظریه‌پرداز ادبی، منتقد، و روشنفکر بریتانیایی است. بسیاری او را تأثیرگذارترین منتقد ادبی زندهٔ بریتانیا می‌دانند.
او با تکیه بر نظریه‌های مارکسیست‌های اروپایی از جمله والتر بنیامین، لوئی آلتوسر و پیئر ماشری، مخاطبان فراوانی یافت و با پیروی از افکار این نظریه‌پردازان از شیوه‌ای ماتریالیستی برای مطالعه ادبیات بهره برد. این شیوه او در نوشته‌هایش در مورد ساموئل ریچاردسون و خواهران برونته نمود دارد. پافشاری ایگلتون بر پیچیدگی و سودمندی مقولات سنتی و هنجاری نظیر ایدئولوژی، زیبایی‌شناسی و نقد فرهنگی به‌طور کلی مؤثر بوده‌است. قرائت دوباره او از این مقوله‌ها بیش از هر چیز در اشتیاق وی برای برانگیختن بحث‌های انتقادی در زمینهٔ فرهنگ معاصر ریشه دارد و این انتقادی است به‌دور از آنچه که در نسبیت فرهنگی و بی‌تفاوتی سیاسی پست مدرنیسم می‌داند. ایگلتون مقاله‌های بسیاری دربارهٔ آرتور شوپنهاور، کارل مارکس، لودویگ ویتگنشتاین، والتر بنیامین، ژاک دریدا، ریموند ویلیامز و… دارد.